# Serie B 2021-2022 (rugby a 15)
Il campionato di Serie B di rugby a 15 2021-2022 fu la diciannovesima edizione e rappresenta il terzo livello del campionato nazionale italiano  maschile di rugby a 15.  
Dopo un anno di sospensione per la pandemia di COVID-19, il campionato riparte con i titoli ereditati dall'incompiuta stagione 2019-2020: delle 47 squadre partecipanti non è più presente la cadetta della Capitolina e il CUS Ferrara, mentre si aggiunge il San Donà che aveva già rinunciato al campionato di massima divisione l'anno precedente, portando l'organico a 46 squadre.
A calendari definiti si registra il ritiro del Sondrio (inserito nel girone A) e del Verona A (inserito nel girone C).
Durante il campionato si registrano invece i ritiri del Rovato (inserito nel girone A) e della cadetta del Valorugby (inserita nel girone B).

## Regolamento
Il torneo prevede suddivisione in quattro gironi su base territoriale, due composti inizialmente da undici squadre ciascuno e gli altri due composti da dodici squadre ciascuno.
Al termine della stagione regolare la prima classificata di ogni girone è promossa in Serie A, mentre non sono previste retrocessioni in Serie C.

## Squadre partecipanti

### Girone 1
- Amatori&Union
- Bergamo
- Franciacorta
- Amatori Capoterra
- CUS Milano
- Ivrea
- Lecco
- Monferrato
- Piacenza
- Rovato
- Sondrio
- Varese

### Girone 2
- CUS Siena
- Florentia
- Highlanders Formigine
- Imola
- Jesi '70
- Lions Amaranto
- Livorno
- Modena
- Parma
- Rugby Roma
- Valorugby A

### Girone 3
- Bologna
- Brescia
- Castellana
- CUS Padova
- Mirano
- Mogliano A
- Patavium
- San Donà
- Valsugana A
- Verona A
- Viadana A
- Villorba

### Girone 4
- Villa Pamphili
- Avezzano
- Benevento
- CUS Catania
- Frascati Rugby Club
- Messina
- Partenope
- Paganica
- Primavera
- Ragusa
- US Roma

## Classifiche[4]

### Girone 1
| Pos | Squadra           | G  | V  | N | P  | PF  | PS  | DP   | BMP | Pt |
| --- | ----------------- | -- | -- | - | -- | --- | --- | ---- | --- | -- |
| 1   | CUS Milano        | 18 | 17 | 0 | 1  | 686 | 264 | +422 | 11  | 79 |
| 2   | Piacenza          | 18 | 13 | 0 | 5  | 526 | 277 | +249 | 12  | 64 |
| 3   | Amatori&Union     | 18 | 11 | 0 | 7  | 682 | 252 | +430 | 18  | 62 |
| 4   | Lecco             | 18 | 11 | 0 | 7  | 455 | 271 | +184 | 13  | 57 |
| 5   | Monferrato        | 18 | 11 | 0 | 7  | 530 | 350 | +180 | 11  | 55 |
| 6   | Bergamo           | 18 | 11 | 0 | 7  | 468 | 391 | +77  | 10  | 54 |
| 7   | Franciacorta      | 18 | 6  | 1 | 11 | 378 | 463 | −85  | 7   | 33 |
| 8   | Amatori Capoterra | 18 | 7  | 0 | 11 | 267 | 523 | −256 | 2   | 30 |
| 9   | Varese            | 18 | 1  | 1 | 16 | 167 | 841 | −674 | 2   | 8  |
| 10  | Ivrea             | 18 | 1  | 0 | 17 | 208 | 735 | −527 | 3   | 7  |

### Girone 2
| Pos | Squadra               | G  | V  | N | P  | PF  | PS  | DP   | BMP | Pt |
| --- | --------------------- | -- | -- | - | -- | --- | --- | ---- | --- | -- |
| 1   | Parma                 | 18 | 17 | 0 | 1  | 846 | 123 | +723 | 12  | 80 |
| 2   | Livorno               | 18 | 15 | 0 | 3  | 670 | 179 | +491 | 17  | 77 |
| 3   | Florentia             | 18 | 13 | 0 | 5  | 655 | 219 | +436 | 13  | 65 |
| 4   | Rugby Roma            | 18 | 12 | 1 | 5  | 472 | 254 | +218 | 11  | 61 |
| 5   | Modena                | 18 | 9  | 1 | 8  | 439 | 333 | +106 | 9   | 47 |
| 6   | Lions Amaranto        | 18 | 9  | 0 | 9  | 329 | 432 | −103 | 10  | 46 |
| 7   | CUS Siena             | 18 | 7  | 0 | 11 | 276 | 418 | −142 | 7   | 35 |
| 8   | Highlanders Formigine | 18 | 4  | 0 | 14 | 187 | 640 | −453 | 3   | 19 |
| 9   | Imola                 | 18 | 2  | 0 | 16 | 211 | 883 | −672 | 2   | 10 |
| 10  | Jesi '70              | 18 | 1  | 0 | 17 | 140 | 744 | −604 | 4   | 8  |

### Girone 3
| Pos | Squadra     | G  | V  | N | P  | PF  | PS  | DP   | BMP | Pt |
| --- | ----------- | -- | -- | - | -- | --- | --- | ---- | --- | -- |
| 1   | Patavium    | 20 | 17 | 0 | 3  | 497 | 295 | +202 | 10  | 78 |
| 2   | San Donà    | 20 | 15 | 0 | 5  | 411 | 278 | +133 | 11  | 71 |
| 3   | Bologna     | 20 | 13 | 2 | 5  | 415 | 266 | +149 | 12  | 68 |
| 4   | Villorba    | 20 | 14 | 0 | 6  | 445 | 276 | +169 | 11  | 67 |
| 5   | Viadana A   | 20 | 13 | 1 | 6  | 440 | 277 | +163 | 10  | 64 |
| 6   | Mogliano A  | 20 | 10 | 0 | 10 | 407 | 330 | +77  | 13  | 53 |
| 7   | Brescia     | 20 | 10 | 1 | 9  | 372 | 360 | +12  | 10  | 52 |
| 8   | Castellana  | 20 | 9  | 2 | 9  | 343 | 410 | −67  | 5   | 45 |
| 9   | Mirano      | 20 | 2  | 0 | 18 | 231 | 488 | −257 | 7   | 15 |
| 10  | Valsugana A | 20 | 3  | 0 | 17 | 234 | 456 | −222 | 2   | 14 |
| 11  | CUS Padova  | 20 | 1  | 0 | 19 | 148 | 507 | −359 | 0   | 4  |

### Girone 4
| Pos | Squadra             | G  | V  | N | P  | PF  | PS  | DP   | BMP | Pt |
| --- | ------------------- | -- | -- | - | -- | --- | --- | ---- | --- | -- |
| 1   | Primavera           | 20 | 19 | 0 | 1  | 798 | 147 | +651 | 17  | 93 |
| 2   | Avezzano            | 20 | 17 | 0 | 3  | 670 | 248 | +422 | 15  | 83 |
| 3   | Villa Pamphili      | 20 | 16 | 0 | 4  | 716 | 248 | +468 | 18  | 82 |
| 4   | Paganica            | 20 | 13 | 0 | 7  | 470 | 297 | +173 | 9   | 61 |
| 5   | Frascati Rugby Club | 20 | 12 | 0 | 8  | 592 | 400 | +192 | 10  | 58 |
| 6   | CUS Catania         | 20 | 11 | 0 | 9  | 433 | 436 | −3   | 7   | 51 |
| 7   | Benevento           | 20 | 8  | 0 | 12 | 404 | 459 | −55  | 13  | 45 |
| 8   | US Roma             | 20 | 7  | 0 | 13 | 340 | 446 | −106 | 9   | 37 |
| 9   | Messina             | 20 | 5  | 0 | 15 | 348 | 595 | −247 | 7   | 27 |
| 10  | Partenope           | 20 | 1  | 0 | 19 | 159 | 772 | −613 | 1   | 5  |
| 11  | Ragusa              | 20 | 1  | 0 | 19 | 82  | 964 | −882 | 0   | 4  |